# Crataegus condigna
Crataegus condigna es una especie de planta del género Crataegus, perteneciente a la familia Rosaceae.

## Taxonomía
Crataegus condigna fue descrita por Chauncey Delos Beadle en 1902.

## Distribución
Se encuentra en el territorio sudeste de Estados Unidos.